# Ромема (Хайфа)
32°47′13″ пн. ш. 34°59′43″ сх. д. / 32.78687778° пн. ш. 34.99523333° сх. д.
Ромема (івр. רוממה) — район Хайфи, Ізраїль. Район складається із Старої та Нової Ромеми. Ці райони були створені у 1950-х та 1960-х роках і потім розширені у 1980-х та 1990-х.
В обох Ромемах досить змішане населення, включаючи молодих та літніх людей, новачків та корінних ізраїльтян, релігійних та нерелігійних жителів. У районі розташовані початкові школи, муніципальний спортивний центр, центр молодіжного руху, місце розкопок Рош Майя, міська бібліотека, готелі, студентські гуртожитки.

## Галерея
| |
| Оглядовий майданчик на вулиці Пальмах у старому районі Ромема в Хайфі з видом на Проспект Піке, новий район Ромема та Палац спорту Ромема Хайфа. |

|                           |
| Палац спорту Ромема Хайфа |

|                                           |
| Вулиця Пальмах, біля входу в стару Ромему |